# Catalogue collectif de France
Le catalogue collectif de France (CCFr) est un outil permettant d'interroger plusieurs catalogues de bibliothèques françaises, dont quelques-unes implantées à l'étranger. 
Il est complété d'un répertoire national des bibliothèques et des fonds documentaires (RNBFD).

## Histoire

Ancien logo du CCFr (jusqu'en 2010).

Le projet de CCFr a été monté à partir de juillet 1997 et achevé en décembre 2000.
Il est confié depuis février 2001 à la Bibliothèque nationale de France (département de la coopération).
Le catalogue évolue régulièrement dans l'interface et les champs de recherche. Il s'enrichit régulièrement, notamment de références de manuscrits et de catalogues de bibliothèques municipales. Le 31 août 2018, sa fonction de prêt inter-bibliothèques est définitivement arrêtée. 
Jusqu'à début février 2020, le CCFr permettait aussi de consulter l'intégralité du catalogue de catalogues de plusieurs bibliothèques et d'autres réseaux documentaires : le réseau Lectura (bibliothèques des chefs-lieux de la région Auvergne-Rhône-Alpes) et les catalogues de la Bibliothèque francophone multimédia de Limoges, de la bibliothèque municipale de Dijon, des Champs libres (Rennes), de la bibliothèque municipale de Bordeaux et bibliothèques de Montpellier Méditerranée Métropole. En février 2020, cette interrogation par l'intermédiaire du protocole Z39.50 est supprimée, pour recentrer l'outil sur une base patrimoniale.

## Catalogues interrogés
Le CCFr permet d'interroger plusieurs catalogues, catalogues généraux et catalogues de manuscrits.

### Catalogues généraux
Plusieurs catalogues généraux sont interrogeables depuis le CCFr, ensemble ou indépendamment les uns des autres.
Le premier est le catalogue général de la Bibliothèque nationale de France, qui décrit essentiellement les fonds d'imprimés et de documents audiovisuels et multimédia.
Le deuxième est le SUDOC, qui contient des notices : 
- d'une part, pour tous types de documents conservés dans les bibliothèques des établissements français d'enseignement supérieur : universités, grands établissements, écoles normales supérieures, écoles françaises à l'étranger, certains établissements privés ;
- d'autre part, des notices de périodiques conservés dans différents types de bibliothèques : BnF, bibliothèques municipales, bibliothèques départementales, CDI de collège ou de lycée, bibliothèques d'associations et organismes divers.

Vient ensuite la base « Patrimoine », qui comprend notamment des notices de documents conservés dans des bibliothèques municipales. Cette base a d'abord été appelée « bibliothèques municipales rétroconverties » ou BMR : en effet, elle était constituée au départ par la transformation (« rétroconversion ») de catalogues imprimés ou sur fiches, opération largement financée par la Bibliothèque nationale de France dans le cadre de sa coopération nationale. Les documents retenus sont soit des documents anciens (antérieurs à 1914), soit des documents relevant de fonds particuliers, notamment de « fonds locaux ». 
Depuis, d'autres bibliothèques s'y sont ajoutées, ce qui a entraîné un changement de nom. La base comprend actuellement les documents des fonds patrimoniaux de plus de 200 bibliothèques municipales et de bibliothèques spécialisées telles que la bibliothèque du Saulchoir, la bibliothèque de l'Assemblée nationale, du Ministère des affaires étrangères ou de la Société de Port-Royal.
La base patrimoine intègre également les notices des catalogues du patrimoine musical régional (PMR).
Le CCFr interroge également les catalogues du réseau des bibliothèques spécialisées de la ville de Paris et de deux réseaux thématiques : Rachel pour des bibliothèques autour du judaïsme, Valdo regroupant des centres de documentation protestants.

### Catalogues de manuscrits
Quatre catalogues de manuscrits sont interrogeables, ensemble ou séparément, depuis le CCFr.
Le Catalogue collectif de France intègre en particulier, depuis 2008, la partie consacrée aux bibliothèques municipales du Catalogue général des manuscrits des bibliothèques publiques de France (CGMBPF)., rétroconverti en description archivistique encodée. Les  introductions des anciens catalogues imprimés sont consultables, mais de manière peu aisée ; d'autres éléments de ces catalogues, tels qu'incipits, relevés de fragments et éditions annexes (notamment les éditions de catalogues anciens) ont été exclus de cette rétroconversion. Depuis janvier 2019, les établissements concernés peuvent mettre à jour le CGM eux-mêmes via l'outil TapIR mis à disposition par la BnF.
Depuis juin 2010, le CCFr donne également accès à la base « BnF-Archives et manuscrits », alimentés de notices en XML-EAD créées par la Bibliothèque nationale de France pour la description de ses fonds.
À partir de février 2013, le CCFr intègre la base « Calames », qui comprend des notices de manuscrits conservés dans les bibliothèques de l'enseignement supérieur. Il regroupe des notices rétroconverties du CGM ainsi que des documents catalogués directement en XML-EAD au sein des différents établissements.
Le dernier catalogue est la base PALME qui constitue le répertoire des manuscrits littéraires français du XXe siècle, repris de l'ancien catalogue BN-Opaline.

### Répertoire national des bibliothèques et des fonds documentaires
Le site abrite aussi le RNBFD, qui en 2011 donnait des informations de base sur plus de 4 900 bibliothèques françaises et 1 900 notices de fonds consacrés à un thème, à une personne, à un type de documents. Le RNBFD est étroitement lié au Répertoire des centres de ressources, dont il partage le système d'identification, mais permet de mieux décrire des fonds. 

## Fonctionnement
Chacun des catalogues particuliers ou collectifs mentionnés ci-dessus fonctionne de manière indépendante. L'interrogation se fait par le moissonnage d'entrepôts OAI ou sur des sources hébergées (Base patrimoine, CGM, Palme). Il est possible d'effectuer une recherche globale ou d'interroger seulement certaines bases ou certains catalogues.
Une lettre d'information est publiée 3 à 4 fois par an. 

## Interface de prêt entre bibliothèques
De 2001 à 2018, outre sa fonction d'outil de localisation, il sert aussi au prêt entre bibliothèques. Les bibliothèques municipales intégrées au réseau CCFr peuvent alors répercuter les demandes de leurs usagers, qui dans certaines conditions peuvent passer directement par l'interface du CCFr. 
Le CCFr permet de gérer la demande jusqu'à envoi du document par la bibliothèque prêteuse ou jusqu'à la clôture au cas où aucune bibliothèque ne veut ou ne peut prêter le document.
Cette fonction n'est plus proposée depuis 2018.